# Юган Карлссон
Юган Карлссон (швед. Johan Karlsson, нар. 20 червня 2001) — шведський футболіст, захисник, півзахисник клубу «Мальме» та національної збірної Швеції.

## Клубна кар'єра
Народився 20 червня 2001 року. Вихованець юнацьких команд футбольних клубів «Суннерста» та «Сіріус» (Уппсала). У дорослому футболі дебютував 2020 року виступами за команду «Сіріус» (Уппсала), в якій провів два з половиною сезони, взявши участь у 55 матчах чемпіонату.  Більшість часу, проведеного у складі «Сіріуса», був основним гравцем команди.
Своєю грою за цю команду привернув увагу представників тренерського штабу клубу «Кальмар», до складу якого приєднався 11 серпня 2022 року. Відіграв за команду з Кальмара наступні два з половиною сезони своєї ігрової кар'єри. Граючи у складі «Кальмара» також здебільшого виходив на поле в основному складі команди, але за підсумками сезону 2024 року його команда вилетіла з вищого дивізіону.
13 грудня 2024 року Карлссон підписав чотирирічний контракт з чинним чемпіоном Швеції клубом «Мальме». Станом на 7 травня 2025 року відіграв за команду з Мальме 8 матчів в національному чемпіонаті.

## Виступи за збірні
2021 року дебютував у складі юнацької збірної Швеції (U-19), загалом на юнацькому рівні взяв участь у 4 іграх.
12 січня 2024 року дебютував в офіційних іграх у складі національної збірної Швеції з футболу у товариському матчі проти Естонії (2:1)

## Статистика виступів

### Статистика клубних виступів
Станом на 11 серпня 2022 року
| Сезон             | Команда            | Чемпіонат         | Чемпіонат | Чемпіонат | Національний кубок | Національний кубок | Національний кубок | Континентальні кубки | Континентальні кубки | Континентальні кубки | Інші змагання | Інші змагання | Інші змагання | Усього | Усього | Усього |
| Сезон             | Команда            | Ліга              | Ігор      | Голів     | Ліга               | Ігор               | Голів              | Ліга                 | Ігор                 | Голів                | Ліга          | Ігор          | Голів         | Ігор   | Голів  |        |
| ----------------- | ------------------ | ----------------- | --------- | --------- | ------------------ | ------------------ | ------------------ | -------------------- | -------------------- | -------------------- | ------------- | ------------- | ------------- | ------ | ------ | ------ |
| 2020              | «Сіріус» (Уппсала) | A                 | 20        | 0         | КШ                 | 4                  | 0                  |                      | -                    | -                    |               | -             | -             | 24     | 0      |        |
| 2021              | «Сіріус» (Уппсала) | A                 | 22        | 1         | КШ                 | 4                  | 0                  |                      | -                    | -                    |               | -             | -             | 26     | 1      |        |
| 2022              | «Сіріус» (Уппсала) | A                 | 13        | 0         | КШ                 | 0                  | 0                  |                      | -                    | -                    |               | -             | -             | 13     | 0      |        |
| Усього за кар'єру | Усього за кар'єру  | Усього за кар'єру | 55        | 1         |                    | 5                  | 0                  |                      | -                    | -                    |               | -             | -             | 60     | 1      |        |